# Marius Baciu
Marius Achim Baciu (n. 1 mai 1975, Mediaș, Sibiu, România) este un fotbalist și antrenor român care pregătește echipa Turris Turnu Măgurele.

## Viata personală
Marius Achim Baciu s-a născut pe 1 mai 1975 la Mediaș, județul Sibiu, România.

## Cariera de club
Baciu și-a început cariera jucând ca junior pentru Gaz Metan Mediaș ca fundaș central, înainte de a se alătura echipei FC Inter Sibiu ca jucător profesionist în 1992. Un an mai târziu a fost împrumutat la fosta sa echipă Gaz Metan Mediaș, reluând FC Inter Sibiu în 1994.
În 1996, FC Inter Sibiu a retrogradat din Liga I, dar Baciu, pe atunci în vârstă de 21 de ani, a fost semnat de Steaua București câștigând campionatul în 1997 și 1998 și Cupa României în 1999. ca urmare, a fost trimis să joace pentru echipa de rezerve. În anii săi la Steaua, Baciu a fost și căpitanul echipei.
În 2002, a părăsit Steaua pentru a juca în Franța pentru Lille OSC, dar după două sezoane mediocre a fost eliberat din contract și a semnat cu echipa germană Rot-Weiß Oberhausen ca jucător liber de contract.
Între 2005 și 2007 a făcut parte din lotul Oțelul Galați. În 2007, Baciu a semnat un contract cu noul promovat U Cluj. Sezonul următor a revenit la clubul unde și-a început junioratul, la Gaz Metan Mediaș.

## Cariera de antrenor
În vara anului 2011, Baciu a semnat un contract pe doi ani cu CSMS Iași. În trei meciuri, a înregistrat o înfrângere (1-3 acasă cu Dinamo II București) și o victorie (2-1 la Tulcea) în campionat și un eșec în turul 4 al Cupei României, 0-2 în deplasare cu ASC Bacău, în august 2011, a fost eliberat de contract. 
De când și-a început cariera de antrenor, Baciu a obținut mari laude pentru rezultatele sale consistente, mai ales când a luat Voința Sibiu din Liga a II-a în Liga I și a menținut echipa pe primele locuri în campionat.
Pe când la Concordia Chiajna în 2015, Baciu a reușit cu succes să țină echipa departe de retrogradare în ultimul său sezon la conducerea echipei.   
În octombrie 2011 a semnat un contract la Flacăra Făget.

## Palmares

### Jucător
Steaua București
- Divizia A: 1996–97, 1997–98, 2000–01
- Cupa României: 1996–97, 1998–99
- Supercupa României: 1998, 2001

Gaz Metan Mediaș
- Liga II: 2007–08,

### Repere
- Primul meci din D1:17 aprilie 1993, Universitatea Craiova 2-2 FC Inter Sibiu
- 13 selecții și 2 goluri cu echipa României U21